# Markus Christoph Koch von Gailenbach

Markus Christoph Koch von Gailenbach auf einem Porträt von Johann Elias Haid

Markus Christoph Koch von Gailenbach, auch Marx Christoph Koch von Gailenbach (* 1699; † 1768) war ein Kaiserlicher Rat und Reichsvogt zu Augsburg.
Er entstammte einer 1654 von Kaiser Ferdinand III. nobilitierten („Koch von Gailenbach“) und in das Augsburger Patriziat aufgenommenen Familie, die ihren Sitz auf Schloss Gailenbach in Edenbergen hatte. Sein Vater war Johann Christoph Koch von Gailenbach (* 1653 oder 1654; † 1717), seine Mutter Susanne Helene von Scheidlin (* 1666; † 1746).
Ab 1729 war Markus Christoph Ratsmitglied und von 1751/52 bis zu seinem Tode Stadtpfleger von Augsburg, was heute dem Titel des Bürgermeisters entspricht. Direkt nach seinem Amtsantritt stiftete er zusammen mit seiner Ehefrau Christine Katharina, geborene Schnurbein (Heirat: 17. Februar 1730), 2000 Gulden für wohltätige Zwecke. Davon sollte die Hälfte den Salzburger Exulanten, protestantischen Glaubensflüchtlingen aus dem Fürsterzbistum Salzburg, zugutekommen, die aufgrund eines Ausweisungserlasses von 1731 ihre Heimat hatten verlassen müssen. Im selben Jahr zeichnete Markus Christoph mitverantwortlich für die Instandsetzung des Merkurbrunnens in Augsburg, wofür er in einer Inschrift auf dem Brunnen verewigt wurde.
Nach seinem Tod ohne männlichen Nachkommen 1768 wurden das Schloss und der zugehörige Gutshof Gailenbach seiner Schwester Susanna Helena († 1771), inzwischen eine verwitwete von Paris, zugeschlagen, die das Erbe aber nicht antreten konnte, da es sich um österreichisches Mannlehen handelte. Sie konnte aber erreichen, dass ihr Sohn Johann Christoph Sigmund belehnt wurde und so 1771 in den Besitz von Gailenbach mit dem dazugehörigen Adelsprädikat („von und zu Gailenbach“) gelangte.